# Трудовая Украина
«Трудова́я Украи́на» — политическая партия Украины. Сформировалась в 2000 году после раскола Трудовой партии Украины. Учредительный съезд произошёл 19 мая 2000 года. Главой был избран Игорь Шаров, с ноября 2000 года — Сергей Тигипко.
На парламентских выборах 2002 года партия принимала участие в составе избирательного блока «За единую Украину». По результатам выборов в Верховную раду попало 10 членов партии (из них 4 по списку блока).
На президентских выборах 2004 года партия поддерживает Виктора Януковича, глава партии С. Тигипко был руководителем центрального избирательного штаба Януковича.
В 2005–2006 годах партию возглавлял Валерий Коновалюк.
В парламентских выборах 2006 года партия принимала участие самостоятельно. Она набрала 0.09 % голосов избирателей и не попала в Парламент.
Во внеочередных выборах в Верховную Раду Украины 2014 года политическая партия Трудовая Украина принимала участие в составе Оппозиционного блока.
30 ноября 2018 года партия вышла из Оппозиционного блока и вошла в состав Партии регионов.

## Текущие статьи
- «Правительство потратило месяц впустую»